# Алексеев, Николай Николаевич (философ)
Никола́й Никола́евич Алексе́ев (1879—1964) — русский философ, правовед, профессор Московского университета, один из идеологов евразийства.
Попытался применить феноменологический метод в философии права. Ученик П. И. Новогородцева, преподавал в Московском университете (1912—1917), в Праге и Берлине (1922—1931), затем в Сорбонне, Белграде (с 1940).

## Биография
Николай Николаевич Алексеев родился в 1879 году в Москве в семье профессионального юриста, служившего помощником правителя канцелярии Правления 4-го округа путей сообщения. Окончив 3-ю московскую гимназию, он поступил на юридический факультет Московского университета. В феврале 1902 года Алексеев был исключён из числа студентов за революционную деятельность и приговорён к шести месяцам тюремного заключения. После освобождения уехал в Германию, где продолжил образование в Дрезденском политехникуме. В 1903 году Алексеев возвратился в Москву, был восстановлен в университете и в 1906 году успешно окончил юридический факультет с дипломом 1-й степени. За отличные успехи в учёбе он был оставлен на кафедре энциклопедии права и истории философии права. После сдачи экзамена на степень магистра государственного права в звании приват-доцента стал читать лекции на кафедре философии Московского университета.
Во время подготовки магистерской диссертации в Берлине, Гейдельберге, Марбурге и Париже, большое влияние на него оказало неокантианство Марбургской и Баденской школ. Затем наступило увлечение феноменологией Э. Гуссерля.
После возвращения из-за границы, в мае 1912 года, Алексеев защитил магистерскую диссертацию «Науки общественные и естественные в историческом взаимоотношении их методов» и получил степень магистра государственного права. В январе 1917 года был избран экстраординарным профессором юридического факультета Московского университета, однако вследствие революционных событий февраля 1917 года утверждение Алексеева было отложено до осени (утверждения в высшей инстанции не состоялось). В 1917 году Алексеев активно сотрудничал с Временным правительством; участвовал как специалист в подготовке Учредительного собрания.
Октябрьскую революцию не принял; летом 1918 года был за границей, в октябре 1918 года через Киев прибыл в Крым; в конце 1918 года в Симферополе был избран профессором вновь созданного Таврического университета.
В начале 1919 года принимал участие в составе Добровольческой армии в Белом движении; был редактором газеты «Великая Россия», заведовал литературной частью отдела пропаганды Добровольческой армии. В марте 1919 года был эвакуирован в Константинополь, затем через Софию перебрался в Белград. В 1920 году вернулся в Крым в качестве начальника информационного отдела при штабе Русской армии генерала П. Н. Врангеля. В октябре 1920 года в ходе Крымской эвакуации Н. Н. Алексеев окончательно эмигрировал из России; в 1921—1922 годах работал инспектором русской школы в Константинополе. В 1922 году Алексеев по приглашению П. И. Новгородцева занял должность учёного секретаря юридического факультета Русского народного университета в Праге. Здесь произошло сближение Н. Н. Алексеева с евразийцами.
После того, как в 1931 году юридический факультет в Праге прекратил своё существование, а в Германии к власти пришли нацисты, Алексеев переехал в Страсбург, стал преподавать на Русских юридических курсах Сорбонны. В 1940 году Н. Н. Алексеев переехал в Белград, где принял участие в движении Сопротивления в годы Второй мировой войны.
В 1945 году ему удалось получить советское гражданство, но из-за ухудшения отношений между СССР и Югославией он был вынужден уехать в Швейцарию; с 1948 года он жил в Женеве, где продолжал заниматься правом и философией.